# Замок Трани
Замок Трани (итал. Castello di Trani) находится на юге Италии в городе Трани, провинция Барлетта-Андрия-Трани в регионе Апулия.

## История
Замок Трани был построен в 1233 году по приказу Фридриха II, императора Священной Римской империи. Вокруг замка были возведены стены, а также были построены четыре башни. Позднее замок Трани дважды перестраивался.
Первый раз замок был перестроен в XVI веке (в период с 1533 по 1541 год) по приказу Карла V. Перестройка была вызвана появлением и развитием огнестрельного оружия. Стены замка были укреплены, а на башнях были установлены орудия.
Второй раз замок был перестроен в XIX веке (в период с 1832 по 1844 год) и превращён в центральную городскую тюрьму. Как тюрьму замок использовали всю вторую половину XIX века и первую половину XX века.
Ближе к концу XX века замок перестал быть тюрьмой и был передан местному муниципалитету. В 1979 году была проведена реконструкция замка. В настоящее время замок используется для различных культурных мероприятий, таких как выставки картин и художественные конкурсы. Туристам, желающим посмотреть на замок изнутри, в самом замке могут предложить экскурсию по нему и исторический фильм о возникновении храма, площади и самого замка Трани.